# Camarotea
Camarotea är ett släkte av akantusväxter. Camarotea ingår i familjen akantusväxter.
Kladogram enligt Catalogue of Life:
| Camarotea | \| \| Camarotea romiensis \| \| \| \| \| \| Camarotea souiensis \| \| \| \| |
|           | \| \| Camarotea romiensis \| \| \| \| \| \| Camarotea souiensis \| \| \| \| |
|           | Camarotea romiensis                                                         |
|           |                                                                             |
|           | Camarotea souiensis                                                         |
|           |                                                                             |